# Hartmut Laufer
Hartmut Laufer ist ein deutscher Autor von Sachbüchern. 
Er studierte Maschinenbau und Wirtschaft und erwarb einen Abschluss als Diplom-Ingenieur. Er ist Inhaber eines 1990 gegründeten Instituts für Weiterbildung. Ausweislich der Autorenseiten bei seinen Verlagen hielt er zuvor Führungspositionen in Industrie und Verwaltung.

## Veröffentlichungen (Auswahl)
- 99 Tipps für den erfolgreichen Führungsalltag. Führungsbewusstsein, Führungsverhalten, Führungsmaßnahmen. Cornelsen, Berlin 2005, ISBN 3-589-23540-3.
- 30 Minuten Mitarbeitervertrauen Gabal, Offenbach 2007, ISBN 978-3-89749-719-1.
- Entscheidungsfindung. Sicher entscheiden – erfolgreich handeln. Cornelsen, Berlin 2007, ISBN 978-3-589-23400-4.
- Richtig delegieren. Cornelsen, Berlin 2011, ISBN 978-3-589-23852-1.
- Seminarpaket Beschwerdemanagement. Die Komplettlösung für professionelles Training. Gabal / Jünger Medien Verlag, Offenbach 2017, ISBN 978-3-7664-9776-5.
- Kreativ Probleme lösen – effizient entscheiden. Ideen entwickeln – sicher entscheiden – erfolgreich handeln. Gabal, Offenbach 2018, ISBN 978-3-86936-841-2.
- Problematische Mitarbeiter erfolgreich führen. Hintergründe, Leitfäden, Lösungsvorschläge. Springer Gabler, Wiesbaden 2018, ISBN 978-3-658-20357-3.